# Campionato asiatico di hockey su pista
Il Campionato asiatico di hockey su pista è il massimo torneo di hockey su pista per squadre nazionali maschili asiatiche. Nato nel 1985, è organizzato da World Skate Asia e si disputa ogni due anni. La manifestazione viene generalmente utilizzata anche come torneo di qualificazione al campionato del mondo di hockey su pista.
Il numero delle squadre partecipanti è variato molto nel corso del tempo; si è passati da un minimo di due nazionali nell'edizione inaugurale del 1985 ad un massimo di otto evento che si è verificato nel 1989 e nel 1999. Anche la formula della competizioni ha subito variazioni anche se quella più utilizzata è stato il girone unico all'italiana con gare di sola andata.
L'unica selezione nazionale ad aver partecipato a tutte le edizioni fino al 2023 è stata l'India senza tuttavia riuscire a vincere la manifestazione; a seguire c'è il Giappone con diciassette presenze. A detenere il record di vittorie è Macao con dieci successi; Macao detiene anche il record di successi consecutivi nel torneo con quattro titoli consecutivi (2004, 2005, 2007 e 2009).
La nazionale detentrice del torneo è quella di Taipei cinese.

## Albo d'oro
| Anno       | Città ospitante | Finale         | Finale       | Finale         | 3º-4º posto/Semifinaliste | 3º-4º posto/Semifinaliste | 3º-4º posto/Semifinaliste | Squadre |
| Anno       | Città ospitante | Vincitore      | Risultato    | Finalista      | Terzo posto               | Risultato                 | Quarto posto              | Squadre |
| ---------- | --------------- | -------------- | ------------ | -------------- | ------------------------- | ------------------------- | ------------------------- | ------- |
| 1985 (1ª)  | Okaya           | Giappone       |              | India          |                           |                           |                           | 2       |
| 1987 (2ª)  | Suwon           | Macao          | Girone unico | India          | Giappone                  | Girone unico              | Taipei cinese             | 6       |
| 1989 (3ª)  | Hangzhou        | Cina           | Girone unico | Macao          | India                     | Girone unico              | Giappone                  | 8       |
| 1991 (4ª)  | Macao           | Macao          | Girone unico | Cina           | Giappone                  | Girone unico              | India                     | 7       |
| 1995 (5ª)  | Nagano          | Giappone       | Girone unico | Macao          | Cina                      | Girone unico              | Corea del Sud             | 7       |
| 1997 (6ª)  | Gangneung       | Macao          | Girone unico | Giappone       | India                     | Girone unico              | Pakistan                  | 4       |
| 1999 (7ª)  | Shanghai        | Giappone       | Girone unico | Corea del Nord | Macao                     | Girone unico              | India                     | 8       |
| 2001 (8ª)  | Taitung         | Corea del Nord | Girone unico | Macao          | Giappone                  | Girone unico              | India                     | 6       |
| 2004 (9ª)  | Akita           | Macao          | Girone unico | Giappone       | Australia                 | Girone unico              | Taipei cinese             | 6       |
| 2005 (10ª) | Jeonju          | Macao          | Girone unico | Giappone       | India                     | Girone unico              | Taipei cinese             | 6       |
| 2007 (11ª) | Calcutta        | Macao          | 4 - 3        | Giappone       | India                     | 8 - 4                     | Pakistan                  | 5       |
| 2009 (12ª) | Dalian          | Macao          | Girone unico | Giappone       | India                     | Girone unico              | Taipei cinese             | 4       |
| 2010 (13ª) | Taipei          | Giappone       | 3 - 1        | Taipei cinese  | India                     |                           |                           | 3       |
| 2012 (14ª) | Hefei           | Macao          | Girone unico | India          | Australia                 | Girone unico              | Taipei cinese             | 4       |
| 2014 (15ª) | Haining         | Macao          | 13 - 3       | Taipei cinese  | Giappone                  | 5 - 1                     | India                     | 4       |
| 2016 (16ª) | Lishui          | Macao          | Girone unico | India          | Giappone                  | Girone unico              | Taipei cinese             | 4       |
| 2018 (17ª) | Namwon          | Australia      | Girone unico | Macao          | Giappone                  | Girone unico              | India                     | 7       |
| 2023 (18ª) | Hebei           | Taipei cinese  | Girone unico | Australia      | Macao                     | Girone unico              | India                     | 7       |

### Riepilogo vittorie
| Nazionale      | Titoli | Anni                                                       |
| -------------- | ------ | ---------------------------------------------------------- |
| Macao          | 10     | 1987, 1991, 1997, 2004, 2005, 2007, 2009, 2012, 2014, 2016 |
| Giappone       | 4      | 1985, 1995, 1999, 2010                                     |
| Cina           | 1      | 1989                                                       |
| Corea del Nord | 1      | 2001                                                       |
| Australia      | 1      | 2018                                                       |
| Taipei cinese  | 1      | 2023                                                       |

## Medagliere
| Squadra        | Vincitore | Secondo posto | Terzo posto | Totale podi |
| -------------- | --------- | ------------- | ----------- | ----------- |
| Macao          | 10        | 4             | 2           | 16          |
| Giappone       | 4         | 5             | 6           | 15          |
| Taipei cinese  | 1         | 2             | 0           | 3           |
| Australia      | 1         | 1             | 2           | 4           |
| Cina           | 1         | 1             | 1           | 3           |
| Corea del Nord | 1         | 1             | 0           | 2           |
| India          | 0         | 4             | 6           | 10          |

## Partecipazioni e piazzamenti
| Nazione        | Pres. | 1985 | 1987 | 1989 | 1991 | 1995 | 1997 | 1999 | 2001 | 2004 | 2005 | 2007 | 2009 | 2010 | 2012 | 2014 | 2016 | 2018 | 2023 |
| -------------- | ----- | ---- | ---- | ---- | ---- | ---- | ---- | ---- | ---- | ---- | ---- | ---- | ---- | ---- | ---- | ---- | ---- | ---- | ---- |
| Australia      | 4     |      |      |      |      |      |      |      |      | 3ª   |      |      |      |      | 3ª   |      |      | 1ª   | 2ª   |
| Cina           | 7     |      |      | 1ª   | 2ª   | 3ª   |      | 5ª   |      | 5ª   |      |      |      |      |      |      |      | 7ª   | 7ª   |
| Corea del Nord | 2     |      |      |      |      |      |      | 2ª   | 1ª   |      |      |      |      |      |      |      |      |      |      |
| Corea del Sud  | 7     |      | 5ª   | 6ª   | 6ª   | 4ª   |      | 7ª   | 5ª   |      | 5ª   |      |      |      |      |      |      |      |      |
| Giappone       | 17    | 1ª   | 3ª   | 4ª   | 3ª   | 1ª   | 2ª   | 1ª   | 3ª   | 2ª   | 2ª   | 2ª   | 2ª   | 1ª   |      | 3ª   | 3ª   | 3ª   | 5ª   |
| Hong Kong      | 3     |      | 4ª   | 8ª   | 7ª   |      |      |      |      |      |      |      |      |      |      |      |      |      |      |
| India          | 18    | 2ª   | 2ª   | 3ª   | 4ª   | 6ª   | 3ª   | 4ª   | 4ª   | 6ª   | 3ª   | 3ª   | 3ª   | 3ª   | 2ª   | 4ª   | 2ª   | 4ª   | 4ª   |
| Macao          | 16    |      | 1ª   | 2ª   | 1ª   | 2ª   | 1ª   | 3ª   | 2ª   | 1ª   | 1ª   | 1ª   | 1ª   |      | 1ª   | 1ª   | 1ª   | 2ª   | 3ª   |
| Nuova Zelanda  | 2     |      |      |      |      |      |      |      |      |      |      |      |      |      |      |      |      | 6ª   | 6ª   |
| Pakistan       | 6     |      |      | 7ª   |      | 7ª   | 4ª   | 8ª   |      |      | 6ª   | 4ª   |      |      |      |      |      |      |      |
| Taipei cinese  | 16    |      | 4ª   | 5ª   | 5ª   | 5ª   |      | 6ª   | 6ª   | 4ª   | 4ª   | 5ª   | 4ª   | 2ª   | 4ª   | 2ª   | 4ª   | 5ª   | 1ª   |

## Paesi ospitanti
| Numero edizioni | Paese         | Anno/i                                   |
| --------------- | ------------- | ---------------------------------------- |
| 7               | Cina          | 1989, 1999, 2009, 2012, 2014, 2016, 2023 |
| 4               | Corea del Sud | 1987, 1997, 2005, 2018                   |
| 3               | Giappone      | 1985, 1995, 2004                         |
| 2               | Taiwan        | 2001, 2010                               |
| 1               | Macao         | 1991                                     |
| 1               | India         | 2007                                     |